# Wish (더 큐어의 음반)
| 전문가 평가                | 전문가 평가 |
| 평가 점수                  | 평가 점수   |
| 출처                       | 점수        |
| -------------------------- | ----------- |
| AllMusic                   | [ 4 ]       |
| Chicago Tribune            | [ 5 ]       |
| Christgau's Consumer Guide | C+          |
| Entertainment Weekly       | B           |
| Los Angeles Times          | [ 8 ]       |
| NME                        | 8/10        |
| Pitchfork                  | 8.4/10      |
| Q                          | [ 11 ]      |
| Rolling Stone              | [ 12 ]      |
| Select                     | 5/5         |

《Wish》는 영국의 록 밴드 더 큐어의 아홉 번째 스튜디오 음반으로, 1992년 4월 21일, 영국의 픽션 레코드와 미국의 엘렉트라 레코드에서 발매되었다. 《Wish》는 밴드 경력에서 가장 상업적으로 성공한 음반으로, 영국에서 1위, 미국에서 2위로 데뷔했다.
2022년 11월 25일, 보컬, 기악 데모, 《Lost Wishes》 기악 카세트 및 리믹스 버전이 포함된 리마스터드 30주년 기념 디럭스 에디션 《Wish》가 발매되었다.

## 녹음
이 음반은 드러머 보리스 윌리엄스가 참여한 더 큐어의 마지막 스튜디오 음반이자 기타리스트 겸 키보디스트 페리 바몬테가 참여한 첫 번째 음반이다. 그는 이전에 밴드의 로디로 활동했으며, 기타리스트 펄 톰슨이 16년 동안 참여한 마지막 음반이기도 한다.
일부 트랙에서 특유의 고딕 록 사운드와 분위기를 유지하면서도, 《Wish》는 이전 세 곡의 레코드에서 암시된 더 가볍고 넓은 기타 기반의 얼터너티브 록 방향을 강조하는 밴드를 자주 발견했다. 톰슨에 따르면, 《Wish》는 48개의 트랙에서 녹음되었으며 "거의 모든 것이 사용되었다"고 한다. 로버트 스미스는 또한 히트곡 〈Friday I'm in Love〉가 실수로 테이프에서 4분의 1 톤의 샤프 속도로 빨라졌다고 밝혔다. 이는 내림라장조와 내림마장조의 중간 지점이다.

## 곡 목록
모든 곡들은 로버트 스미스, 사이먼 갤럽, 페리 바몬테, 펄 톰슨 그리고 보리스 윌리엄스에 의해 작사/작곡하였다.
| #   | 제목                                    | 재생 시간 |
| --- | --------------------------------------- | --------- |
| 1.  | 〈Open〉                                | 6:51      |
| 2.  | 〈High〉                                | 3:37      |
| 3.  | 〈Apart〉                               | 6:40      |
| 4.  | 〈From the Edge of the Deep Green Sea〉 | 7:44      |
| 5.  | 〈Wendy Time〉                          | 5:13      |
| 6.  | 〈Doing the Unstuck〉                   | 4:24      |
| 7.  | 〈Friday I'm in Love〉                  | 3:39      |
| 8.  | 〈Trust〉                               | 5:33      |
| 9.  | 〈A Letter to Elise〉                   | 5:14      |
| 10. | 〈Cut〉                                 | 5:55      |
| 11. | 〈To Wish Impossible Things〉           | 4:43      |
| 12. | 〈End〉                                 | 6:45      |

## 인증
| 국가                       | 인증     | 판매량/출하량 |
| -------------------------- | -------- | ------------- |
| 오스트레일리아 (ARIA)      | 플래티넘 | 70,000^       |
| 캐나다 (뮤직 캐나다)       | 골드     | 50,000^       |
| 뉴질랜드 (RMNZ)            | 골드     | 7,500^        |
| 스위스 (IFPI 스위스)       | 골드     | 25,000^       |
| 영국 (BPI)                 | 골드     | 100,000^      |
| 미국 (RIAA)                | 플래티넘 | 1,000,000^    |
| 요약                       |          |               |
| 전 세계                    | —        | 3,000,000     |
| ^출하량을 기반으로 한 인증 |          |               |